# Denys Favorov
Denys Volodymyrovyč Favorov (in ucraino Денис Володимирович Фаворов?; Kiev, 1º aprile 1991) è un calciatore ucraino, difensore del Kotwica Kołobrzeg,.

## Carriera
Ha giocato nella prima divisione ucraina. Nel 2016 si trasferisce al Desna Černihiv, dove gioca per 4 anni e ne diventa il capitano, venendo eletto miglior giocatore della Perša Liha nella stagione 2017-2018, contribuendo alla promozione in Prem"jer-liha; mentre nella stagione 2020-2021 aiuta la squadra a qualificarsi al terzo turno dell'Europa League. Nel 2018 viene eletto miglior giocatore del Desna Černihiv. Nel 2020 viene eletto calciatore ucraino dell'anno. Con la maglia dello Zorja ha giocato complessivamente 8 partite in Europa League e 5 partite in Conference League (turni preliminari inclusi). Il 13 marzo 2025 firma un contratto con la squadra del Kotwica Kołobrzeg in I liga.

## Statistiche
Statistiche aggiornate al 25 maggio 2025.

### Presenze e reti nei club
| Stagione        | Squadra            | Campionato      | Campionato | Campionato | Coppe nazionali | Coppe nazionali | Coppe nazionali | Coppe continentali | Coppe continentali | Coppe continentali | Altre coppe | Altre coppe | Altre coppe | Totale | Totale | Totale |
| Stagione        | Squadra            | Comp            | Pres       | Reti       | Comp            | Pres            | Reti            | Comp               | Pres               | Reti               | Comp        | Pres        | Reti        | Pres   | Reti   |        |
| --------------- | ------------------ | --------------- | ---------- | ---------- | --------------- | --------------- | --------------- | ------------------ | ------------------ | ------------------ | ----------- | ----------- | ----------- | ------ | ------ | ------ |
| 2015-2016       | Desna Černihiv     | PL              | 11         | 3          | CU              | 0               | 0               | -                  | -                  | -                  | -           | -           | -           | 11     | 3      |        |
| 2016-2017       | Desna Černihiv     | PL              | 32         | 6          | CU              | 3               | 1               | -                  | -                  | -                  | -           | -           | -           | 35     | 7      |        |
| 2017-2018       | Desna Černihiv     | PL              | 27         | 15         | CU              | 2               | 1               | -                  | -                  | -                  | -           | -           | -           | 29     | 16     |        |
| 2018-2019       | Desna Černihiv     | PL              | 31         | 6          | CU              | 2               | 1               | -                  | -                  | -                  | -           | -           | -           | 33     | 7      |        |
| 2019-2020       | Desna Černihiv     | PL              | 31         | 8          | CU              | 2               | 0               | -                  | -                  | -                  | -           | -           | -           | 33     | 8      |        |
| 2020-2021       | Zorja              | PL              | 20         | 2          | CB              | 3               | 0               | UEL                | 6                  | 0                  | -           | -           | -           | 29     | 2      |        |
| 2021-2022       | Zorja              | PL              | 16         | 1          | CU              | 1               | 0               | UECL               | 5                  | 0                  | -           | -           | -           | 22     | 1      |        |
| 2022-2023       | Wieczysta Cracovia | PL              | 29         | 5          | PP              | 1               | 0               | -                  | -                  | -                  | -           | -           | -           | 30     | 5      |        |
| 2023-2024       | Wieczysta Cracovia | PL              | 30         | 9          | PP              | 1               | 0               | -                  | -                  | -                  | -           | -           | -           | 31     | 9      |        |
| 2024-2025       | Kotwica Kołobrzeg  | PL              | 9          | 1          | PP              | 0               | 0               | -                  | -                  | -                  | -           | -           | -           | 9      | 1      |        |
| Totale carriera | Totale carriera    | Totale carriera | 236        | 56         |                 | 15              | 3               |                    | 11                 | 0                  |             | -           | -           | 263    | 58     |        |

## Palmarès

### Club

#### Competizioni nazionali
- III liga: 1

Wieczysta Cracovia: 2023-2024
- Coppa di Polonia (regionali della Piccola Polonia):2022-2023[6]

### Individuale
- Miglior giocatore della Perša Liha: 1

2017-2018
- Calciatore ucraino dell'anno: 1

2020